# Chartreuse Sainte-Sophie-de-Constantinople de Bois-le-Duc
Ne doit pas être confondu avec Sainte-Sophie (Constantinople) ou Chartreuse Sainte-Sophie-de-Constantinople d'Anvers.
Pour les articles homonymes, voir Sainte-Sophie.
Le monastère Sainte-Sophie-de-Constantinople, Domus Sanctæ Sophiæ Constantinopolitanæ en latin, était un monastère de l'ordre des Chartreux, fondée en 1466, à Bois-le-Duc, dans la province du Brabant-Septentrional aux Pays-Bas, appelé aussi chartreuse de Vught.

## Histoire
La chartreuse est fondée vers 1466 par deux chanoines de Saint-Jean de Bois-le-Duc, Ludolphus van den Water (Louis de Buc) et Martinus van Someren, de concert avec Denys le Chartreux, de la chartreuse de Ruremonde, premier prieur de la nouvelle fondation cartusienne et avec la protection de Arnold de Gueldre. La maison est incorporée dans l’Ordre des chartreux en 1472 et est dotée et protégée par Charles le Hardi, Duc de Bourgogne et de Brabant.
En 1472, Les chartreux quittent Eikendonk, près de Sint-Oedenrode, site peu favorable à la vie cartusienne, et s’établissent dans un couvent de religieuses à Orthen, au nord de Vught, sur les bords de la Dommel, donation de Aleyt ou Aleide Pieck. La maison est affligée par les troupes de Maarten van Rossum (Martin de Rossen) en 1543. Après les destructions par les Gueux en 1566, la vie y devient presque impossible. La maison est pillée et saccagée en 1572, démolie et incendiée en 1577. 
Les religieux s’installent dans des maisons à Bois-le-Duc, de 1572 à 1640, date de la fermeture par le chapitre général.
Par ailleurs, avec l’aide de Guillaume Willems, prieur de Lierre, la communauté de Bois-le-Duc fonde pour s’y replier une seconde communauté cartusienne à Anvers, Sainte-Sophie-de-Constantinople d'Anvers.